# Natsu no Daisankakkei
Natsu no Daisankakkei (夏の大三角形?) è un brano musicale del gruppo musicale giapponese Nico Touches the Walls, pubblicato come loro decimo singolo il 16 maggio 2012. Il brano è incluso nell'album Passenger, quarto lavoro della band. Il brano è stato utilizzato come accompagnamento per la campagna pubblicitaria televisiva di Calpis Water.

## Tracce
CD Singolo
1. Natsu no Daisankakkei (夏の大三角形)
2. Yuudachi March (夕立マーチ)
3. Rappa to Musume (ラッパと娘) (original: Kasagi Shizuko)
4. Natsu no Daisankakkei (instrumental) (夏の大三角形)
5. Yuudachi March (instrumental) (夕立マーチ)

## Classifiche
| Classifica (2012) | Posizione più alta |
| ----------------- | ------------------ |
| Giappone (Oricon) | TBA                |